# Конър Хендърсън
Конър Алън Хендерсън  (Conor Henderson) е професионален футболист, който играе като халф за Пирин (Благоевград).

## Биография
Роден е на 8 септември 1991 г. в Сидкуп, Англия.
Започва да играе за младежкия отбор на „Арсенал“ през 1999 г., а в основния отбор през 2010 г. Освободен е от Арсенал след края на сезон 2012-13, след като не успява да постигне споразумение с клуба.